# 東ベルリンから来た女
『東ベルリンから来た女』（ひがしベルリンからきたおんな、Barbara）は、2012年のドイツのドラマ映画。監督はクリスティアン・ペツォールト、出演はニーナ・ホスとロナルト・ツェアフェルトなど。社会主義国家だった1980年の東ドイツの田舎町を舞台に、国外脱出を計画する女性医師の姿をサスペンスフルに描いた人間ドラマである。2012年2月に第62回ベルリン国際映画祭のコンペティション部門で上映され、ペツォールトが銀熊賞（監督賞）を受賞した。第85回アカデミー賞外国語映画賞ではドイツ代表に選出された。

## ストーリー
1980年夏、女医バルバラは西側への出国申請を出したために、東ベルリンの大病院から田舎町の病院に左遷されて来る。かつて犯した致命的な医療ミスのために地方勤務と密告の義務を課せられている同僚医師アンドレは、そんな彼女に惹かれるが、彼女は頑なな態度を崩そうとしない。実は、バルバラは秘密警察シュタージによる監視の目をかいくぐり、西ドイツの恋人ヨルクと密会し、彼が用意した逃走資金を預かるなど、密出国の準備を進めていたのだ。
バルバラが勤める病院に、強制収容施設から逃走し、髄膜炎を発症した少女ステラが連れて来られる。バルバラにだけ心を開くステラを、バルバラは献身的に治療・看護するが、ステラは強制的に退院させられて施設に戻される。次に3階から転落して脳に血栓ができた少年マリオが運び込まれて来る。マリオの開頭手術が決まるが、その日はバルバラが出奔することになっている日だった。
自らの過去の過ちと密告の義務を正直に告白し、医師として「病人であれば誰であろうと助ける」という真摯なアンドレが自分に向ける好意にバルバラの心は揺れる。そして医師としての責任を放棄することに悩むものの、最終的に出国を決めたバルバラの前に、施設から逃亡したステラがぼろぼろになった姿で現れる。恋人ヨルクとの西側での新生活か、医師としての責務か、改めて激しく葛藤するバルバラだったが、密出国の待ち合わせ場所にステラを連れて行くと、迎えに来た男にステラを預けて見送る。もぬけの殻になったバルバラの部屋の様子から彼女が出国したと思い、諦め切ったアンドレの前にバルバラが現れる。

## キャスト
- バルバラ: ニーナ・ホス - 東ベルリンの大病院から左遷されて来た女性医師。
- アンドレ・ライザー: ロナルト・ツェアフェルト - バルバラの同僚医師。バルバラに惹かれる。
- クラウス・シュッツ: ライナー・ボック - バルバラを監視するシュタージの役人。妻が末期ガン。
- ステラ: ヤスナ・フリッツィ・バウアー（ドイツ語版） - 矯正収容施設から逃走してきた少女。妊娠が発覚。
- ヨルク: マルク・ヴァシュケ（ドイツ語版） - 西ドイツのバルバラの恋人。

## 作品の評価
Rotten Tomatoesによれば、批評家の一致した見解は「スマートで、しっかりと融合され、そして完全に心を掴む『東ベルリンから来た女』は慎重なペースで、さりげなく力強い性格描写を見せている。」であり、79件の評論のうち高評価は94%にあたる74件で、平均点は10点満点中7.80点となっている。
Metacriticによれば、22件の評論の全てが高評価で、平均点は100点満点中86点となっている。